# 242-й отдельный зенитный артиллерийский дивизион
242-й отдельный зенитный артиллерийский дивизион - воинское подразделение вооружённых СССР в Великой Отечественной войне. Во время ВОВ официально существовало два формирования подразделения с одним и тем же номером.

## 242-й отдельный зенитный артиллерийский дивизион Северо-Западного, 2-го Прибалтийского, Ленинградского, Забайкальского фронтов
Принимал участие в Зимней войне. 7 февраля 1940 года переведён на штат мирного времени из 298 человек и 52 дополнительно.
В составе действующей армии во время ВОВ по официальным данным с 27 августа 1941 года по 9 мая 1945 года и с 9 августа 1945 по 3 сентября 1945 года.
Между тем, имеются данные о том, что 242-й отдельный зенитный артиллерийский дивизион участвовал в боях с 22 июня 1941 года по 31 июля 1941 года, находясь в составе 10-го стрелкового корпуса.
Достоверным можно считать, что с 28 июня 1941 по 1 июля 1941 года дивизион ведёт бои в Риге и  что по крайней мере на 26 августа 1941 года дивизион вёл бои в Таллине.
Из книги «Балтийцы сражаются» В.Ф. Трибуца
...Сказывалось слабое воздушное прикрытие базы. 242-й зенитный артдивизион потерял уже семь орудий из восьми и до 70 процентов личного состава. Вставший к последнему орудию командир дивизиона майор Дионисьев погиб в бою. 
Весьма сомнительно, что предполагаемое 1-е формирование было уничтожено в Прибалтике к 31 июля 1941 года, при этом быстро было сформировано 2-е формирование, которое на 26 августа 1941 года (а исходя из контекста и ранее) вело бои в Таллине и тоже там было уничтожено, и при этом это же формирование по Перечню вступило в бои только 27 августа 1941 года как раз в день эвакуации Таллина.
Путаницу в формированиях объяснить достоверно не удаётся. Представляется, что дивизион в 1941 году формировался дважды: первое формирование отходило от германско-литовской границы через Ригу в Таллин вместе с 10-м стрелковым корпусом (в состав которого входил дивизион) где было полностью уничтожено. И вероятно, в это же время был сформирован дивизион под тем же номером. Ситуация осложняется тем, что 11-му дивизиону (см.ниже), изъятому командованием Северо-Западного фронта из состава 235-й стрелковой дивизии в июле 1941 года под Лугой в октябре 1941 года присвоен номер 242.
В Списке боевого состава 242-й дивизион не значится на 1 августа и 1 сентября 1941 года и появляется на 1 октября 1941 года в составе Новгородской армейской оперативной группы. Затем с 1941 по 1944 года по-видимому действовал южнее озера Ильмень в районе Демянска и оттуда же в 1944 году пошёл в наступление в Прибалтику.
В конце войны обеспечивал воздушное прикрытие советских войск, ведущих бои с курляндской группировкой противника,  в июле 1945 года переброшен в Монголию, где участвовал Хингано-Мукденской наступательной операции.

### Подчинение
| Дата            | Фронт (округ)           | Армия                                     | Корпус                 | Дивизия | Бригада | Примечания                           |
| --------------- | ----------------------- | ----------------------------------------- | ---------------------- | ------- | ------- | ------------------------------------ |
| 22.06.1941 года | Северо-Западный фронт   | 8-я армия                                 | 10-й стрелковый корпус | -       | -       | -                                    |
| 01.07.1941 года | Северо-Западный фронт   | 8-я армия                                 | 10-й стрелковый корпус | -       | -       | -                                    |
| 10.07.1941 года | Северо-Западный фронт   | 8-я армия                                 | 10-й стрелковый корпус | -       | -       | -                                    |
| 01.08.1941 года | -                       | -                                         | -                      | -       | -       | нет данных                           |
| 01.09.1941 года | -                       | -                                         | -                      | -       | -       | нет данных                           |
| 01.10.1941 года | Северо-Западный фронт   | Новгородская армейская оперативная группа | -                      | -       | -       | -                                    |
| 01.11.1941 года | -                       | -                                         | -                      | -       | -       | нет данных                           |
| 01.12.1941 года | Северо-Западный фронт   | -                                         | -                      | -       | -       | -                                    |
| 01.01.1942 года | Северо-Западный фронт   | -                                         | -                      | -       | -       | -                                    |
| 01.02.1942 года | Северо-Западный фронт   | -                                         | -                      | -       | -       | -                                    |
| 01.03.1942 года | Северо-Западный фронт   | -                                         | -                      | -       | -       | -                                    |
| 01.04.1942 года | Северо-Западный фронт   | -                                         | -                      | -       | -       | -                                    |
| 01.05.1942 года | Северо-Западный фронт   | 11-я армия                                | -                      | -       | -       | -                                    |
| 01.06.1942 года | Северо-Западный фронт   | 11-я армия                                | -                      | -       | -       | -                                    |
| 01.07.1942 года | Северо-Западный фронт   | 11-я армия                                | -                      | -       | -       | -                                    |
| 01.08.1942 года | Северо-Западный фронт   | 11-я армия                                | -                      | -       | -       | -                                    |
| 01.09.1942 года | Северо-Западный фронт   | 11-я армия                                | -                      | -       | -       | -                                    |
| 01.10.1942 года | Северо-Западный фронт   | 11-я армия                                | -                      | -       | -       | -                                    |
| 01.11.1942 года | Северо-Западный фронт   | -                                         | -                      | -       | -       | -                                    |
| 01.12.1942 года | Северо-Западный фронт   | -                                         | -                      | -       | -       | -                                    |
| 01.01.1943 года | Северо-Западный фронт   | -                                         | -                      | -       | -       | -                                    |
| 01.02.1943 года | Северо-Западный фронт   | -                                         | -                      | -       | -       | -                                    |
| 01.03.1943 года | Северо-Западный фронт   | 1-я ударная армия                         | -                      | -       | -       | -                                    |
| 01.04.1943 года | Северо-Западный фронт   | -                                         | -                      | -       | -       | -                                    |
| 01.05.1943 года | Северо-Западный фронт   | 34-я армия                                | -                      | -       | -       | -                                    |
| 01.06.1943 года | Северо-Западный фронт   | 34-я армия                                | -                      | -       | -       | -                                    |
| 01.07.1943 года | Северо-Западный фронт   | 34-я армия                                | -                      | -       | -       | -                                    |
| 01.08.1943 года | Северо-Западный фронт   | 34-я армия                                | -                      | -       | -       | -                                    |
| 01.09.1943 года | Северо-Западный фронт   | -                                         | -                      | -       | -       | -                                    |
| 01.10.1943 года | Северо-Западный фронт   | -                                         | -                      | -       | -       | -                                    |
| 01.11.1943 года | Северо-Западный фронт   | -                                         | -                      | -       | -       | -                                    |
| 01.12.1943 года | 2-й Прибалтийский фронт | -                                         | -                      | -       | -       | -                                    |
| 01.01.1944 года | 2-й Прибалтийский фронт | -                                         | -                      | -       | -       | -                                    |
| 01.02.1944 года | 2-й Прибалтийский фронт | -                                         | -                      | -       | -       | -                                    |
| 01.03.1944 года | 2-й Прибалтийский фронт | -                                         | -                      | -       | -       | -                                    |
| 01.04.1944 года | 2-й Прибалтийский фронт | -                                         | -                      | -       | -       | -                                    |
| 01.05.1944 года | 2-й Прибалтийский фронт | -                                         | -                      | -       | -       | -                                    |
| 01.06.1944 года | 2-й Прибалтийский фронт | -                                         | -                      | -       | -       | -                                    |
| 01.07.1944 года | 2-й Прибалтийский фронт | -                                         | -                      | -       | -       | -                                    |
| 01.08.1944 года | 2-й Прибалтийский фронт | -                                         | -                      | -       | -       | -                                    |
| 01.09.1944 года | 2-й Прибалтийский фронт | -                                         | -                      | -       | -       | -                                    |
| 01.10.1944 года | 2-й Прибалтийский фронт | -                                         | -                      | -       | -       | -                                    |
| 01.11.1944 года | 2-й Прибалтийский фронт | -                                         | -                      | -       | -       | -                                    |
| 01.12.1944 года | 2-й Прибалтийский фронт | -                                         | -                      | -       | -       | -                                    |
| 01.01.1945 года | 2-й Прибалтийский фронт | -                                         | -                      | -       | -       | -                                    |
| 01.02.1945 года | 2-й Прибалтийский фронт | -                                         | -                      | -       | -       | -                                    |
| 01.03.1945 года | 2-й Прибалтийский фронт | -                                         | -                      | -       | -       | -                                    |
| 01.04.1945 года | Ленинградский фронт     | Курляндская группа войск                  | -                      | -       | -       | в непосредственном подчинении группы |
| 01.05.1945 года | Ленинградский фронт     | Курляндская группа войск                  | -                      | -       | -       | в непосредственном подчинении группы |
| 01.06.1945 года | -                       | -                                         | -                      | -       | -       | нет данных                           |
| 01.07.1945 года | -                       | -                                         | -                      | -       | -       | нет данных                           |
| 01.08.1945 года | Забайкальский фронт     | 39-я армия                                | -                      | -       | -       | -                                    |
| 09.08.1945 года | Забайкальский фронт     | -                                         | -                      | -       | -       | -                                    |
| 03.09.1945 года | Забайкальский фронт     | -                                         | -                      | -       | -       | -                                    |

## 242-й отдельный зенитный артиллерийский дивизион 305-й стрелковой дивизии
Переименован 13 октября 1941 года из 11-го отдельного зенитного артиллерийского дивизиона 235-й стрелковой дивизии
В составе действующей армии с 13 октября 1941 года по 27 декабря 1941 года.
Являлся зенитным дивизионом 305-й стрелковой дивизии
В октябре—декабре 1941 года прикрывал войска дивизии на Волхове в районе  деревень Шевелево, Посад и посёлка Первомайский.
27 декабря 1941 года переформирован в 474-ю отдельную зенитную батарею 305-й стрелковой дивизии.

### Подчинение
Смотри статью о 305-й стрелковой дивизии.